# Darius Danesh
Darius Campbell Danesh, né le 19 août 1980 à Glasgow et mort le 11 août 2022, est un chanteur pop britannique d'ascendances écossaise et iranienne. Il a fait ses études secondaires à Bearsden, dans la banlieue de Glasgow.

## Biographie
Campbell Danesh naît à Glasgow le 19 août 1980 d'une mère écossaise, Avril Campbell, et d'un père iranien, Booth Danesh.
En février 2011, Darius Campbell Danesh épouse l'actrice canadienne Natasha Henstridge lors d'une cérémonie secrète. Ils se séparent en juillet 2013, et divorcent en février 2018.

## Discographie

### Singles
- Colourblind
- Rushes
- Incredible (What I Meant To Say)
- Girl in the Moon
- Kinda Love
- Live Twice

## Sources
1. ↑  BBC NEWS Darius Campbell Danesh: Pop Idol and West End star dies aged 41
2. ↑  The Record Music Magazine, January 2005